# Talassaari (ö i Norra Savolax, Inre Savolax, lat 62,86, long 26,30)
Talassaari är en ö i Finland. Den ligger i sjön Horonjärvi och i kommunen Vesanto i den ekonomiska regionen  Inre Savolax ekonomiska region  och landskapet Norra Savolax, i den centrala delen av landet, 300 km norr om huvudstaden Helsingfors. Öns area är 1,2 hektar och dess största längd är 240 meter i sydöst-nordvästlig riktning.